# Galihalli, Channagiri
Galihalli là một làng thuộc tehsil Channagiri, huyện Davanagere, bang Karnataka, Ấn Độ.